# Can't Get Enough of Your Love, Babe
"Can't Get Enough of Your Love, Babe" es una canción escrita, grabada y producida por Barry White, lanzada como primer sencillo de su álbum Can't Get Enough en 1974.
En Estados Unidos alcanzó lo más alto de las listas Billboard Hot 100 y Hot Soul Singles, y desde entonces se ha convertido en uno de sus temas más famosos. Llegó al top 20 en las listas de Bélgica, Canadá, Países Bajos, Reino Unido y Sudáfrica. Se convirtió en su segundo sencillo más exitoso desde Love's Theme. Es un tema Pop soul con arreglos orquestales y con una marcada influencia Disco.
Barry White interpretó esta canción en directo en The Midnight Special en 1974, y en Soul Train el 24 de mayo de 1975.

## Posiciónamiento en listas
| Lista (1974)                           | Máxima posición |
| -------------------------------------- | --------------- |
| Australia (Kent Music Report)          | 23              |
| Bélgica (Flandes) (Ultratop 50)        | 17              |
| Bélgica (Valonia) (Ultratop 50)        | 19              |
| Canadá (RPM Top Singles)               | 5               |
| Estados Unidos (Billboard Hot 100)     | 1               |
| Estados Unidos (Hot R&B/Hip-Hop Songs) | 1               |
| Estados Unidos (Adult Contemporary)    | 26              |
| Estados Unidos (Cash Box Top 100)      | 1               |
| Países Bajos (Dutch Top 40)            | 13              |
| Países Bajos (Mega Single Top 100)     | 12              |
| Reino Unido (Official Charts Company)  | 8               |
| Sudáfrica (Springbok Radio)            | 12              |
| Lista (1999)                           | Máxima posición |
| Francia (SNEP)                         | 57              |

## Certificaciones
| País                                                            | Certification | Ventas     |
| --------------------------------------------------------------- | ------------- | ---------- |
| España(PROMUSICAE)                                              | Oro           | 30,000‡    |
| Estados Unidos (RIAA)                                           | Oro           | 1,000,000^ |
| Reino Unido (BPI)                                               | Plata         | 200,000‡   |
| ^ Las cifras de envíos se basan únicamente en la certificación. |               |            |

## Otras versiones
- En 1993, la canción fue versionada por la cantante, compositora y actriz estadounidense Taylor Dayne como "Can't Get Enough of Your Love" para su álbum Soul Dancing.[19]
- En 1975 el director de orquesta y arreglista alemán Kai Warner hizo una versión del tema para su álbum On The Road To Philadelphia.[20]

- En 1983, la canción fue versionada por Big Tony. Fue un gran éxito en varios países europeos.[21]

## En la cultura popular
- La grabación de Barry White apareció en las películas Blast from the Past (1998), Down to You (2000), National Security (2003), Win a Date with Tad Hamilton! (2004), Robots (2005) y 16 Blocks (2006), donde la canción apareció en la banda sonora y, en la película, se escuchó durante los créditos finales.[22]
- La canción aparece en varios episodios de la serie de televisión de Fox Los Simpson, incluyendo "Whacking Day" (29 de abril de 1993). White era un gran fan de la serie. Grabó una versión especialmente para "Whacking Day", en la que también apareció como estrella invitada.[23]
- La canción se utiliza en las comedias What I Like About You (S01E03) y It's Always Sunny in Philadelphia (T10E02).[24]
- La canción también aparece en la banda sonora original de la película de 1996 Beautiful Girls, interpretada por la banda Afghan Whigs.[25]
- La canción aparece en la escena de la cena de ensayo en la película de Netflix You People.[26]